# Modrá krev
Modrá krev je český televizní seriál, pojednávající o historii a současnosti významných českých šlechtických rodů.
V rozhovorech s jejich současnými žijícími příslušníky je v seriálu reflektována zejména doba 20. století – po první světové válce (zrušení šlechtických titulů), za druhé světové války (nacistická perzekuce) i po této válce (Benešovy dekrety 1945, Vítězný únor 1948, zabavení majetků, vyhnání z rodinných sídel) a nakonec snaha o revalvaci rodových jmen po restitucích od roku 1990, obvykle ve zdevastovaném stavu. Průvodcem pořadu je hrabě František Kinský, příslušník kostelecké větve šlechtického rodu Kinských z Vchynic a Tetova.
Už v Dalimilově kronice ze 14. století najdeme, že šlechtic je osobnost s mimořádnými vlastnostmi. Slovo šlechetnost se sympaticky usadilo v naší mateřštině. A dnes nesouvisí jenom s aristokratickým původem.
citát z upoutávky
V některých dílech třetí série (21. Stránští ze Stránky, 24. Zejdlicové ze Šenfeldu) jsou ovšem jako příslušníci někdejšího šlechtického rodu uváděny i osoby, jejichž příslušnost k tomuto rodu je zpochybnitelná.

## První série (2017)

### 1. Kolowratové

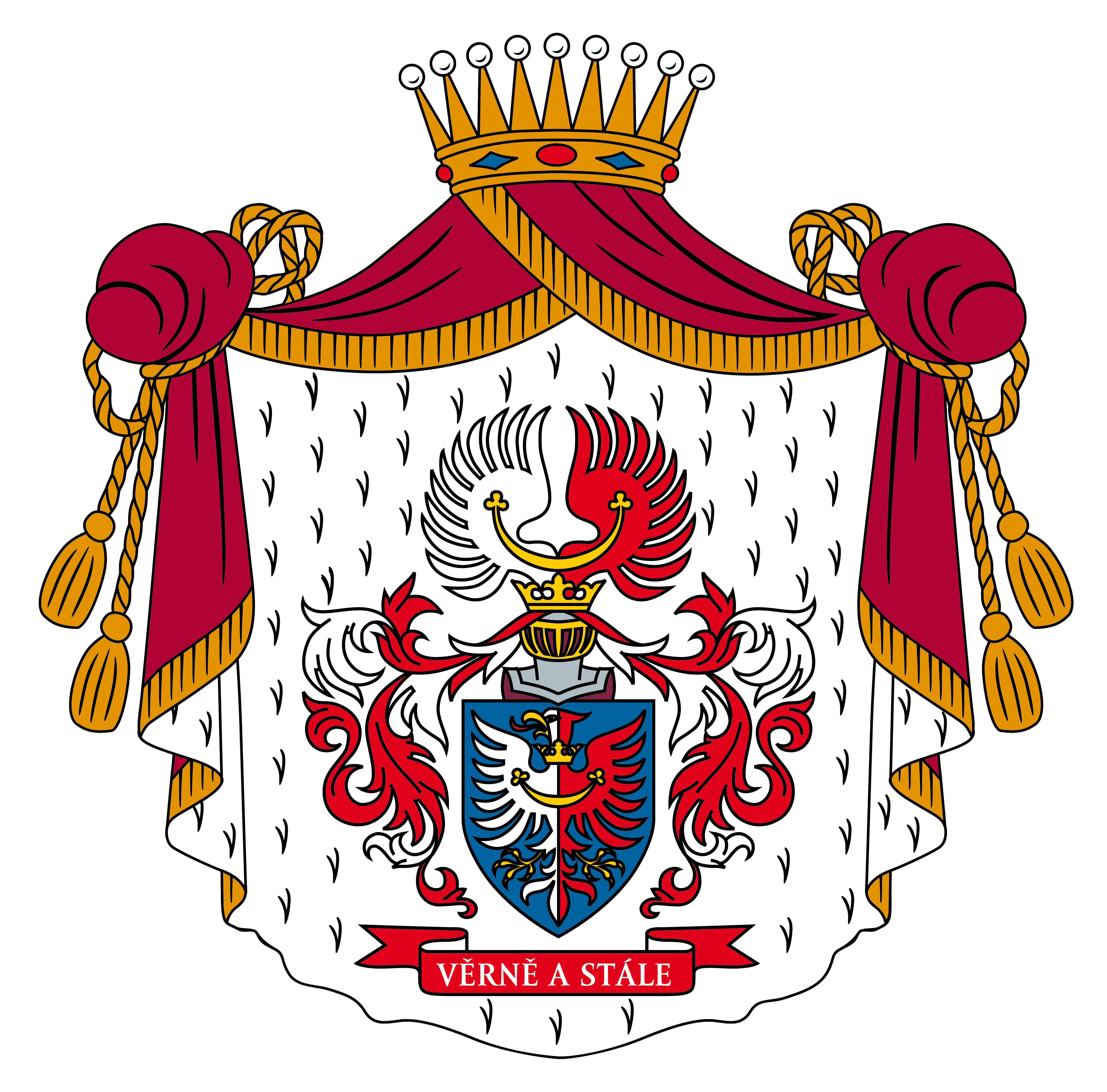
Erb rodu Kolowratů

(premiéra: 26. ledna 2017, ČT2)
rodové heslo: Věrně a stále.
V této epizodě byli osobně představeni žijící potomci dvou větví šlechtického rodu Kolowratů, Kolowrat-Krakowští a Kolowrat-Krakowští-Liebsteinští:
- Jan Egon Kolowrat Krakowský Liebsteinský (* 1958), správce rodového majetku v Rychnově nad Kněžnou a Černíkovicích a jeho děti, syn Filip Jan Kolowrat-Krakowský-Liebsteinský (* 2001) a dcera Sophie Stefanie Andrea Kolowrat-Krakowská-Liebsteinská (* 2003)
- Arnošt (Ernest) Kolowrat-Krakowský (* 1935), syn Jindřicha Kolowrat-Krakowského a jeho druhé ženy Marie Klimtové, spisovatel
- Alyssa Margareta Kolowratová (* 1967), vnučka Jindřicha Kolowrat-Krakowského, učitelka angličtiny na Mezinárodní škole v Praze-Nebušicích a její dcera Alexie (Saša) Elizabeth Kolowratová
- Maximilian Alexander (* 1996) a Francesca Dominika Kolowrat-Krakowští (* 1998), studující děti Františka Sal. Tomáše Karla Kolowrat-Krakowského (1943–2004), kameramana a filmového producenta[6] a Dominiky Kolowrat-Krakowské (* 1966), roz. Perutkové, která spolu se svými dětmi založila Nadační fond Kolowrátek.[7]

### 2. Czerninové
(premiéra: 2. února 2017, ČT2)

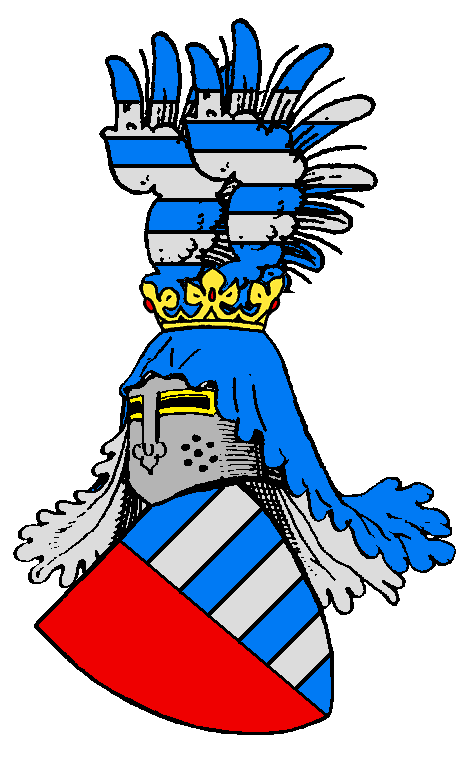
Starý rodový erb Czerninů z Chudenic

rodové heslo: Nezahyneš ani ohněm ani mečem.
Druhá epizoda je věnována šlechtickému rodu Czerninů z Chudenic, jejich jindřichohradecké i vinořsko-dymokurské větvi. Společným předkem obou větví byl Prokop Vojtěch Czernin († 1777). Tento rod vyniká tím, že po sedm století dobrovolně neopustil rodové sídlo Chudenice, zkonfiskovány jim byly až na základě Benešových dekretů v roce 1945.
V této epizodě byli představeni tito příslušníci rodu:
- Karl-Eugen Czernin (* 1956) z jindřichohradecké větve, vnuk Eugena Czernina z Chudenic (1892–1932), od roku 2004 vladař domu hradeckého a chudenického, majitel zámku Lázeň[8]
- Wenzel Czernin (* 1986), jeho syn
- Theobald (Děpold) Czernin (1936–2015) z vinořské větve, majitel zámku v Dymokurech a jeho manželka Polyxena Lobkowiczová (* 1941)
- Tomáš Czernin (* 1962), jejich syn, stavební inženýr, lesník a zemědělec, po smrti otce majitel zámku v Dymokurech a jeho manželka Ursula Piringerová (* 1959), vystudovaná historička
- Anna Maria (* 1993), Wolfgang (* 1995), Maximilian (* 1997), jejich děti, studenti
- Diviš Czernin (* 1942), bratr Theobalda (Děpolda) Czernina, majitel zámku Hlušice, bývalý aktivní hokejista
- Karel (Karli) Czernin (* 1992), jeho syn

### 3. Schwarzenbergové
(premiéra: 9. února 2017, ČT2)

Rodový erb Schwarzenbergů

rodové heslo: Nic než právo. – latinsky Nil nisi rectum.
Schwarzenbergové, původem franský rod, získali v roce 1654 inkolát v Čechách a dědictvím po rodu Eggenbergů vytvořili po roce 1719 postupně rozsáhlou državu v jižních a severních Čechách. Mj. jim patřila města a panství Český Krumlov, Hluboká nad Vltavou, Třeboň, Netolice, Prachatice, Volary, Vimperk, Orlík. Dělí se na dvě větve, hlubocko-krumlovskou (primogenitura) a orlickou (sekundogenitura). Hlubocko-krumlovská větev ztratila v Česku majetek v roce 1947 (Lex Schwarzenberg) a v roce 1979 po smrti posledního mužského představitele její tituly a majetky přešly na sekundogeniturní větev. Orlickou sekundogeniturní větev založil polní maršál Karel Filip Schwarzenberg, který porazil Napoleona I. v bitvě národů u Lipska. Z této větve, které byl po sametové revoluci navrácen majetek znárodněný v roce 1948, pochází i bývalý ministr zahraničí a někdejší doyen české politiky a diplomacie Karel (VII.) Schwarzenberg.
V této epizodě byli představeni tito příslušníci rodu:
- Karel (VII.) Schwarzenberg (1937–2023), tehdejší hlava rodu, majitel zámku Dřevíč a restituent majetku orlické větve Schwarzenbergů (Orlík, Čimelice, Sedlec či Schwarzenberský palác ve Voršilské ulici v Praze)
- Anna Carolina (Lila) Schwarzenbergová (* 1968), dcera Karla Schwarzenberga, bývalá manželka britského scenáristy Petera Morgana (* 1963), matka 5 dětí: 1 dcery (Joya) a 4 synů (Robin, Karol, Viktor, Laszlo), které též představila
- Alexander Konstantin Schwarzenberg (* 1971), "bratranec" Karla Schwarzenberga, česko-rakouský podnikatel žijící na řeckém ostrově Patmos.

Společným předkem Karla (VII.) a Alexandra byl Karel IV. Schwarzenberg (1859–1913), který se dvakrát oženil. Karel (VII.) je vnukem syna Karla IV. z prvního manželství, Alexander je vnukem syna Karla IV. z druhého manželství. Jinak řečeno dědečkové Karla a Alexandra byli nevlastní bratři.
V pořadu byl zmíněn Lex Schwarzenberg, zákon č. 143/1947 Sb. o převodu vlastnictví (konfiskaci) majetku hlubocké větve Schwarzenbergů, jejíž hlavou byl JUDr. Adolf Schwarzenberg (1890–1950), na zemi Českou. Tento zákon se dosud nepodařilo právní cestou vyvrátit.

### 4. Sternbergové
(premiéra: 16. února 2017, ČT2)

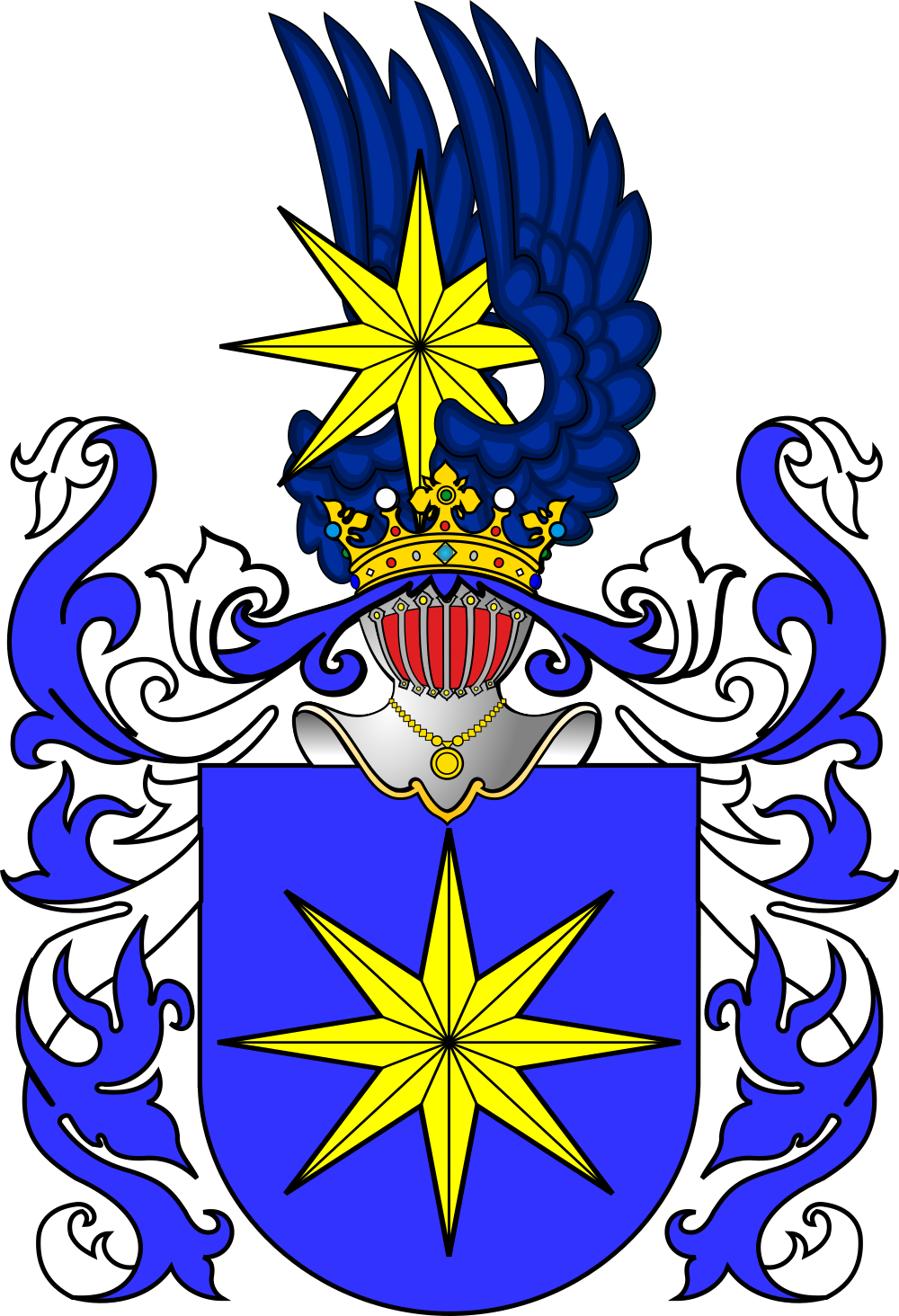
Erb Sternbergů

rodové heslo: Nikdy nezapadá. – latinsky Nescit ocassum.
Sternbergové patří mezi významný, starobylý český šlechtický rod, který svůj název odvozuje od hradu Český Šternberk, který ve 13. století založil syn zakladatele rodu Diviše z Divišova, Zdeslav z Divišova. Jeho příslušníci později používali přívlastek "ze Šternberka". Podle rodinné legendy sahá historie rodu až ke Kašparovi, jednomu za Tří králů a hvězda v erbu Sternbergů je tedy hvězdou betlémskou, k níž se vztahuje i rodové heslo "nikdy nezapadá". Kašpar Šternberk (1761–1838) byl významný paleobotanik, spoluzakladatel Národního muzea.
Rod Sternbergů se dělí na dvě větve, konopišťskou a holickou, která vymřela v roce 1712.
V této epizodě byli představeni tito příslušníci rodu:
- Zdeněk Sternberg (1923–2021), tehdejší doyen rodu a vlastník hradu Český Šternberk a zámku Březina na Rokycansku. V tomto dílu seriálu byly použity i záběry z filmu Černí baroni z roku 1992, kde jeho postavu ztvárnil herec Václav Vydra.
- Franziska Diana Sternbergová, provdaná Phippsová (* 1936), dcera Leopolda Sternberga (1896–1957) a Cecílie, rozené Reventlow-Criminil (1908–1983), majitelka zámku Častolovice a zámku v Zásmukách. Věnuje se interiérovému návrhářství, keramické tvorbě a zahradničení, zejména pěstování růží
- Henry Seilern und Aspang (* 1990), vnuk Diany Sternbergové, syn její dcery Alexandry Phippsové (* 1959), podruhé provdané Hardeggové
- Jiří Sternberg (* 1968), syn Jana Boska Sternberga (1936–2012) a Leopoldiny Lobkowiczové (* 1943), současný majitel zámku Jemniště a jeho žena Petra, rozená Říhová (* 1975), vystudovaná teoložka
- Isabela Sternbergová (* 1999), jejich dcera; je studující a ve volném čase navrhuje a vyrábí originální šperky

Rod v minulosti vlastnil nebo stále ještě vlastní hrad Český Šternberk, zámek Jemniště, zámek Častolovice, zámek Konopiště, zámek Bechyně, nejvýše položený hrad v Čechách Kašperk, zámek Zelená Hora u Nepomuku, Šternberský palác na Hradčanech, Šternberský palác na Malé Straně a zámek Troja v Praze.

### 5. Lobkowiczové
(premiéra: 23. února 2017, ČT2)

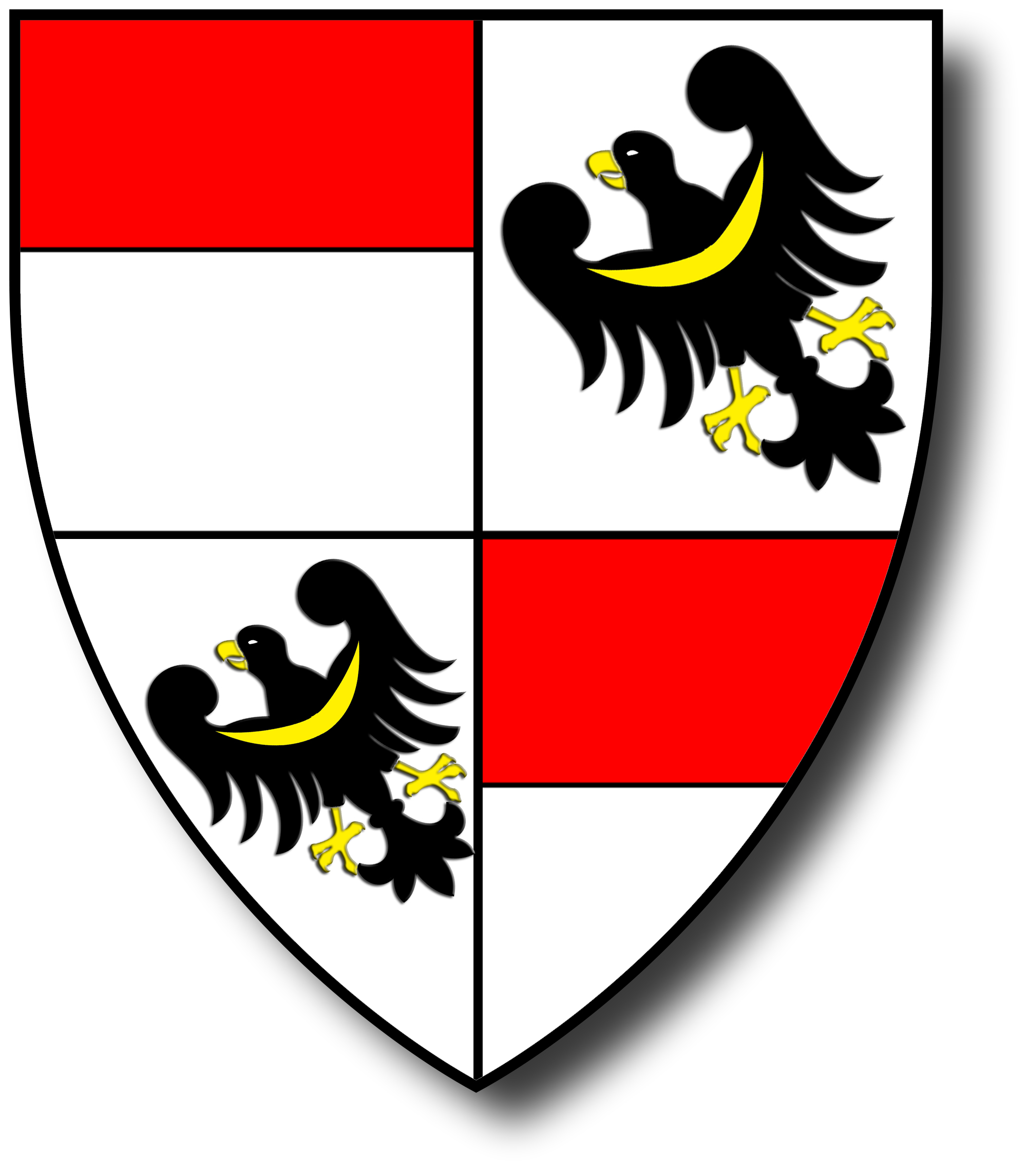
Moderní podoba erbu Lobkowiczů

rodové heslo: Popel jsem a popel budu
Lobkowiczové jsou staročeský rytířský šlechtický rod, pocházející ze 14. století. Za jejich prapředka je označován nemajetný zeman Martin z Újezda, jehož syn Mikuláš Chudý z Újezda získal za své služby od krále Václava IV. ves Lobkovice u Mělníka a začal se psát jako Mikuláš z Lobkovic. Jeho dva synové Mikuláš a Jan založili dvě hlavní rodové větve: Hasištejnští z Lobkovic a Popelové z Lobkovic (k nim se vztahuje i rodové heslo Popel jsem a popel budu). Dnes existují 4 linie rodu, primogenituru na Roudnici zastupuje linie roudnická, křimická a dolnobeřkovická, sekundogenituru na Mělníce zastupuje linie mělnická. Od roku 1919 se původně poněmčelý zápis rodového jména Lobkowitz změnil na staročeský Lobkowicz.
V této epizodě byli představeni tito příslušníci rodu:
- Jiří Jan Lobkowitz (* 1956), politik a finančník, současný majitel zámku Mělník s přilehlými polnostmi a vinicemi, jeho druhá manželka, sopranistka Zdenka Belas, rozená Zdeňka Hojková (* 1978) a jejich syn Robert (* 2011)
- Jaroslav Lobkowicz (* 1942), vyučený opravář televizí, vystudovaný inženýr elektrotechnik, majitel zámku v Křimicích, podnikatel v zemědělství a potravinářství a jeho žena Elisabeth Lobkowiczová, rozená de Vienne (* 1947)
- Vladimír Lobkowicz (* 1972), syn Jaroslava Lobkowicze, vystudovaný právník, finanční analytik a podnikatel v zemědělství a potravinářství, jeho žena Alix, rozená Paul-Cavallierová (* 1975) a jejich děti Lucia (* 2009), Jaroslav (* 2012) a Antonia
- František Lobkowicz (1948–2022), první biskup ostravsko-opavský

Lobkowiczové vlastní, nebo v minulosti vlastnili zámky Mělník, Hořín, Roudnice nad Labem, Nelahozeves, Jezeří, Zbiroh, Konopiště a hrady Hasištejn, Vysoký Chlumec, Střekov, Točník, Žebrák, Kost a Krakovec. V Praze jim patřily dva paláce – Lobkovický palác ve Vlašské ulici na Malé Straně (nyní velvyslanectví Spolkové republiky Německo) a Lobkovický palác na Pražském hradě (v současnosti vlastní William Lobkowicz), ve Vídni Lobkovický palác na Lobkowitzplatz (nyní divadelní muzeum).

### 6. Nostitzové
(premiéra: 2. března 2017, ČT2)
Nostitzové jsou starý šlechtický rod původem z Horní Lužice, který se kromě Polska a Slezska rozšířil i do Čech. Česká hraběcí větev Nostitzů má počátky u Jana Hartvíka z Nostic, dědice Sokolovského panství, který v 60. a 70. letech 17. století nechal vystavět Nostický palác na Maltézském náměstí v Praze na Malé Straně. Dalším významným příslušníkem rodu byl František Antonín Nostic-Rieneck, který dal podnět k zahájení stavby Stavovského (tehdy Nosticova) divadla na pražském Ovocném trhu.
V této epizodě byli představeni tito příslušníci rodu:
- Mathilda Nostitzová (1936–2021), manželka italského diplomata Maria Guagliottiho, bývalého velvyslance Suverénního řádu Maltézských rytířů v Praze, zakladatelka Nadačního fondu Mathilda pro slabozraké a nevidomé lidí a s ním souvisejícího efektivního modelu výcviku vodicích psů. Požádala v restituci o vydání rodového sídla, zámku Planá, ale nebylo jí dosud vyhověno. Je autorkou rodového hesla Pomáhej bližnímu svému
- Žofie Nostitz-Rienecková (* 1929), vnučka Františka Ferdinanda d'Este a Žofie Chotkové, kteří zemřeli při atentátu v Sarajevu v roce 1914
- Dominik Nostitz (* 1973), potomek větve Nostitz-Rienecků, vystudovaný filozof a právník, hudebník, majitel hudebního klubu a umělecké agentury Agentur 08 ve Vídni

Nostitzové vlastní, nebo v minulosti vlastnili zámky Planá, Sokolov, Štiřín, Měšice v okrese Praha-východ, Průhonice a dva pražské paláce, Nostický palác na Maltézském náměstí a Palác Sylva-Taroucca (známý též jako palác Piccolomini nebo Savarin) v pražské ulici Na příkopě.

### 7. Colloredové
(premiéra: 9. března 2017, ČT2)

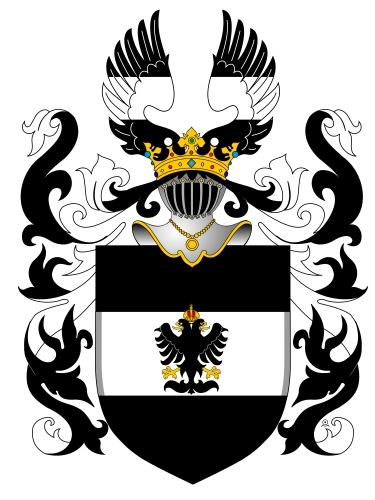
Erb rodu Colloredo

Colloredové, starý italsko-rakouský rod, přišli do českých zemí během třicetileté války. Jeden z jejich příslušníků František de Paula Gundaccar (1731–1807) si vzal Marii Izabelu, hraběnku Mansfeldovou a on i jeho potomci užívali jména Colloredo-Mansfeld. Kromě linie Mansfeld se rod dělil na linie Waldsee/Wallsee a Waldsee-Mels. Známými příslušníky rodu byli např. Jeroným Colloredo-Waldsee, kníže-biskup salcburský a zaměstnavatel Wolfganga Amadea Mozarta a Rudolf Colloredo-Waldsee, polní maršál, který úspěšně bránil Staré Město pražské za švédského obléhání Prahy a také dal podnět k přestavbě komplexu budov na Malé Straně na barokní palác s terasovou zahradou (dnešní Schönbornský palác, sídlo velvyslanectví USA).
V této epizodě byli představeni tito příslušníci rodu:
- Kristina (Christina) Colloredo-Mansfeldová (* 1940), malířka, byla třikát vdaná, matka třech synů ze dvou manželství (Leonhard, Derek a Stephen (Stefan)), které adoptoval její otec Josef III. Leopold Colloredo-Mansfeld (1910–1990), dosud trvá její restituční spor se státem o vydání rodového majetku, zámku Opočno
- Leonhard Colloredo-Mansfeld (* 1964, 1963?), vystudoval lesní inženýrství, žije střídavě v rakouském Öblarnu u Štýrského Hradce a v Opočně, pečuje o rodinné lesní pozemky
- Derek (Dereck) Colloredo-Mansfeld, žije střídavě ve Švédsku, kde podniká v oboru počítačových technologií a v rakouském Öblarnu, kde je majitelem kulturního domu a klubu
- Alexander Colloredo-Mansfeld, syn Leonharda Colloredo-Mansfelda, studuje v Praze

Colloredové vlastní, nebo v minulosti vlastnili zámky: Opočno, Dobříš, Zbiroh, Zelená Hora, dva pražské paláce Schönbornský palác (nyní velvyslanectví USA) na Malé Straně a Colloredo-Mansfeldský palác v Karlově ulici (nyní Galerie hlavního města Prahy) a též Colloredovský palác ve Vídni (Waaggasse 4).

### 8. Kinští
(premiéra: 16. března 2017, ČT2)
rodové heslo: Bůh, čest, vlast.
Kinští (resp. Kinští z Vchynic a Tetova) jsou staročeský šlechtický rod pocházející z počátku 13. století. Jméno Kinský se vyvinulo z německého přepisu původního jména Wchynsky, tj. Vchynský ze Vchynic a z Tetova, podle jména vesnice a tvrze nedaleko Lovosic na Litoměřicku. Prvním známým
předkem je vladyka Martin z Medvědiče († asi 1209). Dalším předkem byl hrabě Vilém Kinský, který byl zavražděn v Chebu společně s Albrechtem z Valdštejna roku 1634. V 18. století se rod rozdělil na několik větví; hlavní z nich byli chlumečtí Kinští (primogenitura), knížecí větev a kostelečtí Kinští.
V této epizodě, uzavírající první sérii, byli představeni tito příslušníci rodu:
- František Kinský (* 1947), starosta a zastupitel v Kostelci nad Orlicí, věnuje se správě rodového zámku, průvodce všemi díly televizního seriálu Modrá krev
- Kristian Kinský (* 1976), syn Františka Kinského
- Barbora Kinská, provdaná Jarošová (* 1975), dcera Františka Kinského a její dva synové Alexius a Maxmilián
- Giovanni Kinský dal Borgo (* 1949), hospodář, chovatel koní a jeho manželka Michelle Marsh
- Francesco Kinský dal Borgo (* 1983), jejich syn, pečuje o rodové pozemky
- Constantin Kinský (* 1961), mecenáš, finanční poradce a správce panství ve Žďáru nad Sázavou a jeho manželka Marie Kinská (* 1963), rozená de Crevoisier d'Hurbache, francouzská choreografka

Kinští vlastní nebo v minulosti vlastnili zámky: Kostelec nad Orlicí, Karlova Koruna v Chlumci nad Cidlinou, Žďár nad Sázavou, Benešov nad Ploučnicí, hrady Sloup u Nového Boru a Kost, dva pražské paláce Palác Kinských (také Palác Golz-Kinských) na Staroměstském náměstí, Palác Kinských na Malé Straně (též Dům u Zlaté koruny) a palác Kinských ve Vídni.

## Druhá série (2019)

### 9. Bubnové z Litic
(premiéra: 5. září 2019, ČT2)

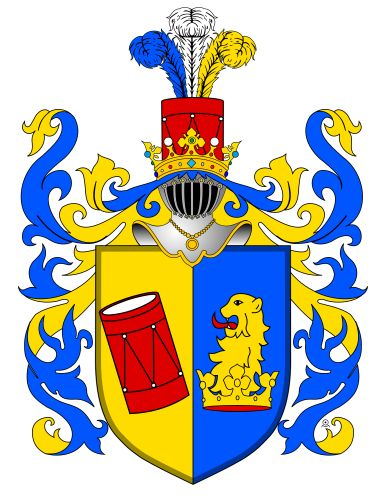
Erb rodu Bubnů z Litic

rodové heslo: Ctíce předky ctíme sebe.
Bubnové z Litic (z Bubna a Litic) jsou starý šlechtický rod původem ze západních Čech, který je zmiňován již ve 14. století. Po Stavovském povstání přišli o část svých majetků a někteří museli z Čech uprchnout. Synové Mikuláše Vratislava z Bubna zachovali věrnost Habsburkům a roku 1629 byli povýšeni do panského stavu. V roce 1644 pak obdrželi bratři Jindřich Jan a Kunata Jaroslav pro sebe dědičný hraběcí titul; v tomto období se oddělili Varlichové z Bubna od větve Bubnů z Litic.
V této epizodě byli představeni tito příslušníci rodu Bubnů z Litic:
- Eleonora Dujková, rozená Bubna-Litic (1929–2018)
- Petr Dujka (* 1951), syn Eleonory
- Monika Dujková (* 1950), dcera Eleonory
- Dominik Bubna z Litic (* 1966), synovec Eleonory
- David Bubna z Litic (* 1957), synovec Eleonory
- Patrick Bubna z Litic (* 1951), nevlastní bratr Eleonory

Bubnové z Litic vlastní nebo v minulosti vlastnili například hrady Buben a Litice a zámek Doudleby nad Orlicí.

### 10. Hildprandtové
(premiéra: 12. září 2019, ČT2)

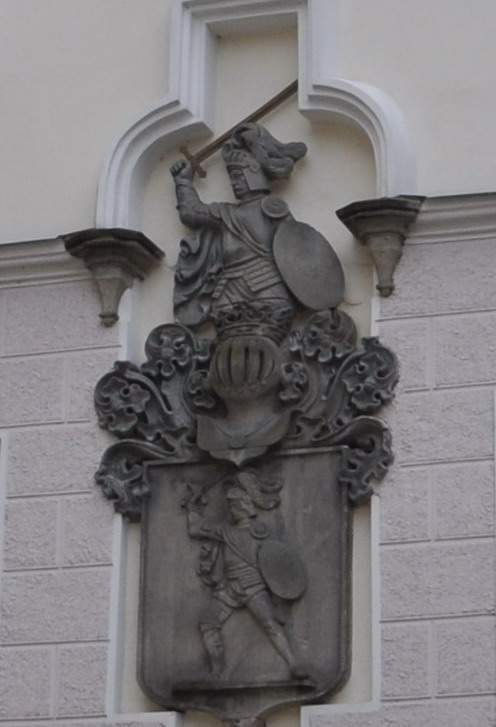
Erb rodu Hildprandtů

rodové heslo: Per angusta ad augusta. – latinsky Přes překážky ke slávě / k vznešenosti.
Hildprandtové jsou starý šlechtický rod původem pravděpodobně z Horního Rakouska nebo Tyrolska. Roku 1530 jim bylo uděleno právo nosit erb a roku 1579 byli přijati mezi říšskou šlechtu. Do Čech přišli za vlády císaře Rudolfa II..
V této epizodě byli představeni tito příslušníci rodu Hilprandtů:
- Jana (Johanna) Germenis Hilprandt, rozená Hildprandtová (* 1947)
- Josefína Čapková, rozená Hildprandtová (1938–2020)
- Jan (Čapek) Hildprandt (* 1957)
- Simona, Sofie, Josefina Hildprandtovy, dcery Jana
- Stephanos-Philippos Germenis Hildprandt (* 1981)

Hildprandtové vlastní nebo v minulosti vlastnili tyto nemovitosti: Blatná.

### 11. Podstatští
(premiéra 19. září 2019, ČT2)

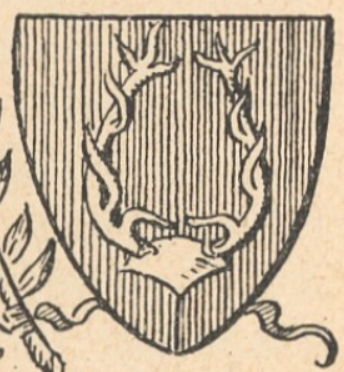
Erb rodu Podstatských z Prusinovic

rodové heslo: Spravedlivě a mocně. – latinsky Recte et fortiter.
Podstatští jsou starý šlechtický rod původem z Moravy. V písemných pramenech jsou připomínáni od 13. století. Na Přerovsku a Zlínsku vlastnili statky, později na Moravě zastávali zemské úřady. Roku 1627 byli povýšeni do panského stavu a v letech 1707 a 1744 obdrželi ve dvou liniích hraběcí titul. V roce 1762 uplatnili jako dědici nárok na jméno a erb vymřelého rodu Lichtenštejnů z Kastelkornu. Rodina Podstatský-Lichtenštejn měla poté rozsáhlý majetek na Vysočině a severní Moravě a patřila k nejvyšší šlechtě v Rakousku.
V této epizodě byli představeni tito příslušníci rodu Podstatských:
- Johann Podstatzky-Lichtenstein (* 1937), bratr Františka Karla (1933–2016)
- Marie Podstatzká-Lichtenstein (1936–2021), sestra Johanna a Františka Karla
- Michael Podstatzky-Lichtenstein (* 1970), syn Johanna
- Karel Alois Podstatzky-Lichtenstein (* 1968), syn Johanna
- Marie Wanda Podstatzká z Prusínovic (* 1954)
- Richard Podstatzký z Prusínovic (* 1978), syn Marie Wandy

Podstatští vlastní nebo v minulosti vlastnili například tyto nemovitosti: zámky v Potštátě, Bartošovicích, Hustopečích, Telči a ve Velkém Meziříčí nebo hrad Kasařov u Prusinovic.

### 12. Bartoňové z Dobenína
(premiéra 26. září 2019, ČT2)
rodové heslo: nebylo ustanoveno
Bartoňové z Dobenína jsou rod, který byl v roce 1912 nobilitován s titulem rytíř a právem používat přídomek z Dobenína (von Dobenín). Původem jsou rodinou textilních průmyslníků, aktivních od konce 19. století v Náchodě a okolí.
V této epizodě byli představeni tito příslušníci rodu Bartoňů z Dobenína:
- Josef Bartoň z Dobenína (* 1942)
- Michael Bartoň z Dobenína (* 1970), syn Josefa
- Lenka Bartoňová z Dobenína (* 1981), manželka Michaela
- Julie (* 1999), Anthony (* 2002), Anna (* 2008) a Adam (* 2009) Bartoňové z Dobenína, děti Michaela

Bartoňové z Dobenína vlastní nebo v minulosti vlastnili tyto nemovitosti: zámky v Novém Městě nad Metují, Nových Hradech a na Zbraslavi, Vila Čerych, Vila Josefa Bartoně.

### 13. Wratislavové
(premiéra 3. října 2019, ČT2)
rodové heslo: nebylo ustanoveno

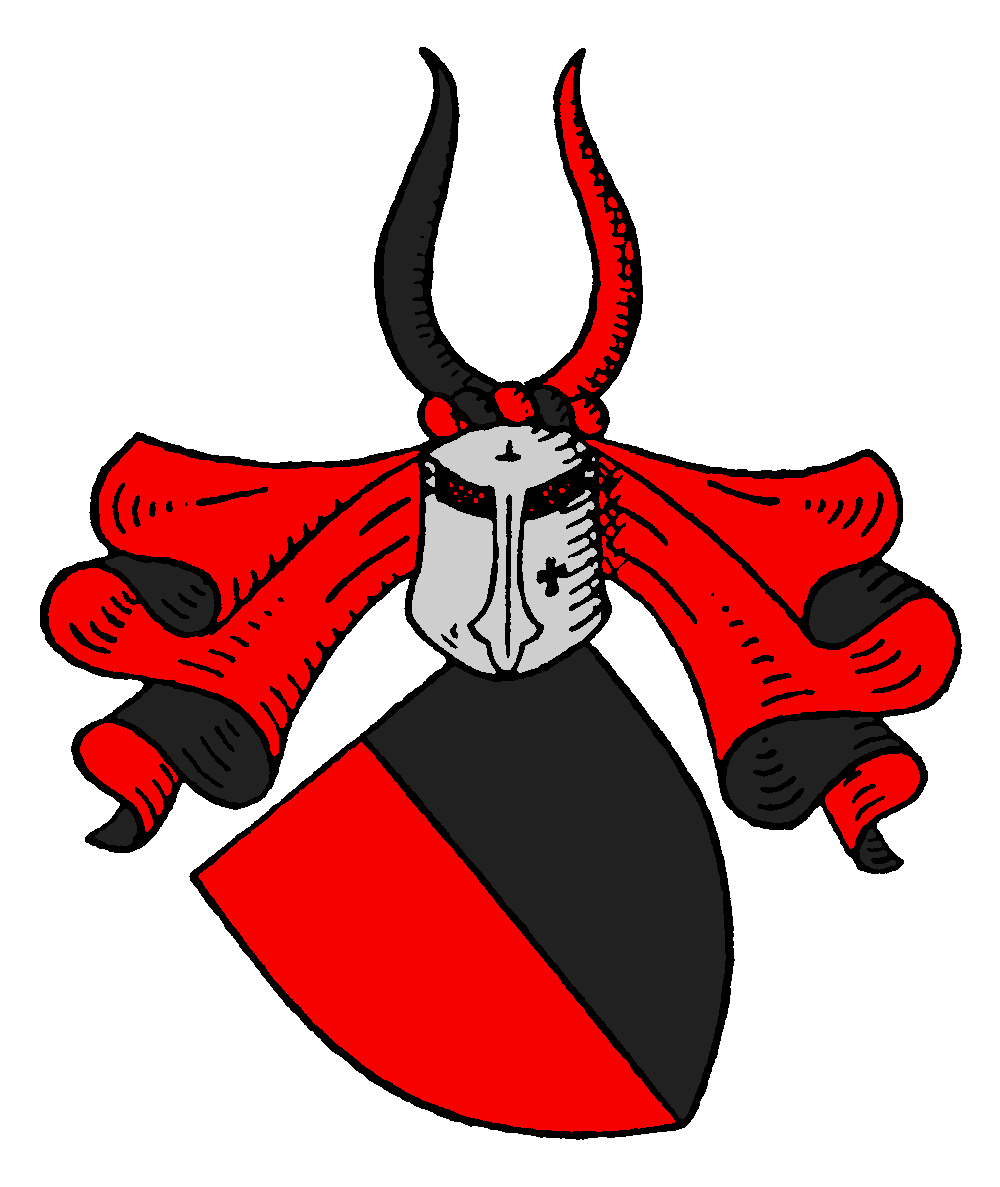
Erb rodu Vratislavů z Mitrovic

Wratislavové jsou starý šlechtický rod původem z Čech. Jsou připomínáni od 14. století a podle Mitrovic se označují od roku 1448. Dlouho patřili k nižší šlechtě a působili ve službách významných rodů. Roku 1607 byli přijati do panského stavu a v roce 1620 poprvé získal hraběcí titul Vilém Vratislav, velkopřevor Maltézského řádu.
V této epizodě byli představeni tito příslušníci rodu Wratislavů:
- Evžen Wratislav (* 1961)
- Eliška Wratislavová (* 1988), Evženova dcera
- Anežka Wratislavová (* 1991), Evženova dcera
- Karolína Ohanková (* 1948), Evženova sestra
- Marie Nováková (* 1954), Evženova sestra
- Karolína Wratislavová (1924–2021), Evženova matka

Wratislavové vlastní nebo v minulosti vlastnili tyto nemovitosti: Nové Mitrovice, Dírná, Koloděje nad Lužnicí.

### 14. Belcrediové
(premiéra 10. října 2019, ČT2)
rodové heslo: A vše učinil Bůh.

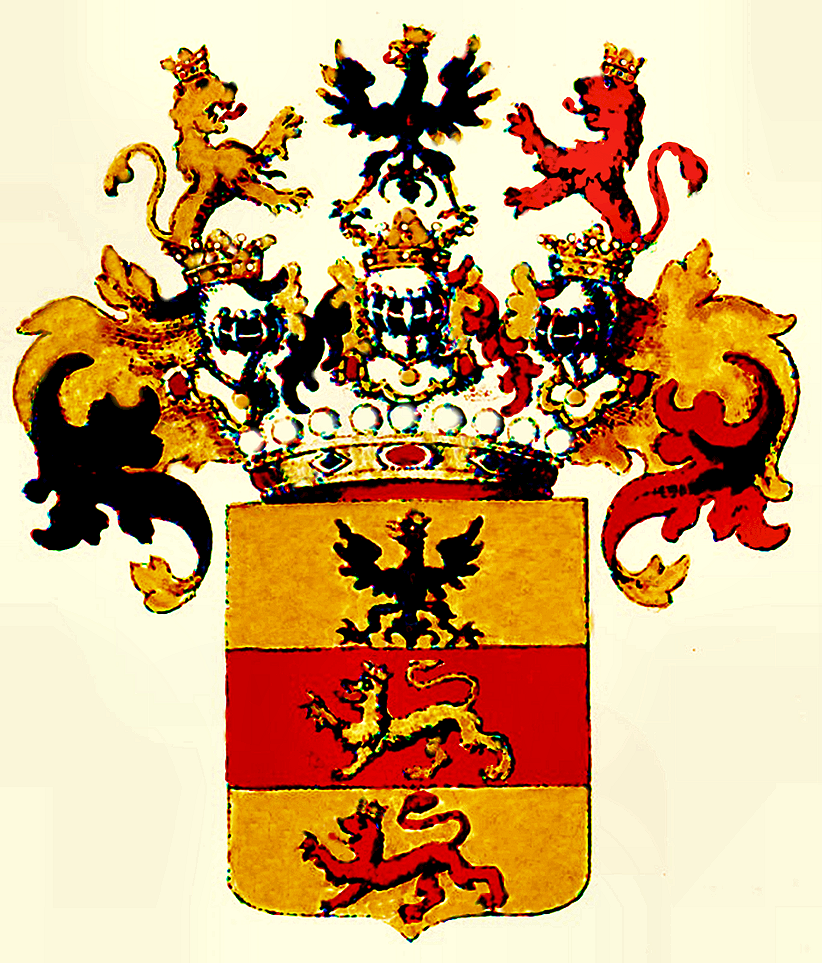
Erb rodu Belcrediů

Belcrediové jsou šlechtický rod původem z Itálie. Patricijský, později hraběcí rod pocházející z Lombardie se na Moravě usadil v 18. století.
V této epizodě byli představeni tito příslušníci rodu Belcrediů:
- Ludvík Belcredi (* 1954)
- Christiana Belcredi (* 1981), dcera Ludvíka
- Denisa Belcredi (* 1985), dcera Ludvíka
- Karel Belcredi (* 1950), bratr Ludvíka
- Robin Belcredi (* 1981), syn Karla
- Richard Belcredi (* 1953), bratranec Ludvíka a Karla
- Alain Belcredi (* 1957), bratranec Ludvíka a Karla, bratr Richarda

Belcrediové vlastní nebo v minulosti vlastnili tyto nemovitosti: Jimramov, Líšeň.

### 15. Mensdorffové-Pouilly
(premiéra 17. října 2019, ČT2)
rodové heslo: Statečností a láskou. – latinsky Fortitudine et caritate.
Mensdorffové-Pouilly pocházejí z Lotrinska a poprvé jsou zmíněni v 11. století. V roce 1790 utekl hrabě Albert-Louis de Pouilly do Čech před francouzskou revolucí. Inkolát pro Čechy, Moravu a Slezsko měli od roku 1838.
V této epizodě byli představeni tito příslušníci rodu:
- Hugo Mensdorff-Pouilly (* 1929)
- Dominik Božek (* 1969), synovec Huga Mensdorff-Pouilly
- Heinrich Hans Manfred Maria, Graf von Kuefstein (* 1958), bratranec Dominika Božka
- Alfons Mensdorff-Pouilly (* 1948)
- Adam Mensdorff-Pouilly (* 1996), syn Alfonse Mensdorff-Pouilly

Mensdorffové-Pouilly vlastní nebo v minulosti vlastnili památkové objekty: Boskovice-hrad, Boskovice-zámek, Chotělice, Jemniště, Mikulov, Nečtiny.

### 16. Liechtensteinové
(premiéra 24. října 2019, ČT2)
rodové heslo: Jasně a pevně.
Lichtenštejnové původně pocházejí ze štýrsko-dolnorakouského pomezí a patří mezi nejstarší šlechtické rodiny ve střední Evropě. Poprvé jsou zmíněni okolo roku 1136. První panství v Čechách a na Moravě vlastili okolo Mikulova, téměř polovinu svého majetku získali během pobělohorských konfiskací v 17. století. Až do roku 1620 nezastávali žádný zemský úřad. V erbu mají moravskou orlici a užívají titul vévoda opavský a krnovský.
V této epizodě byli představeni tito příslušníci rodu:
- Hans Adam II. (* 1945)
- Alois z Lichtenštejna (* 1968)
- Konstantin z Lichtenštejna (* 1972)

Lichtenštejnové vlastní nebo v minulosti vlastnili zámky: Břeclav, Bučovice, Kostelec nad Černými Lesy, Lanškroun, Lednice, Mikulov, Moravská Třebová, Uherský Ostroh, Úsov, Velké Losiny.

## Třetí série (2023)
V roce 2020 se začaly natáčet první čtyři díly třetí série, která se podle původního plánu měla vysílat v roce 2022.

### 17. Salmové
(premiéra: 18. ledna 2023, ČT2)

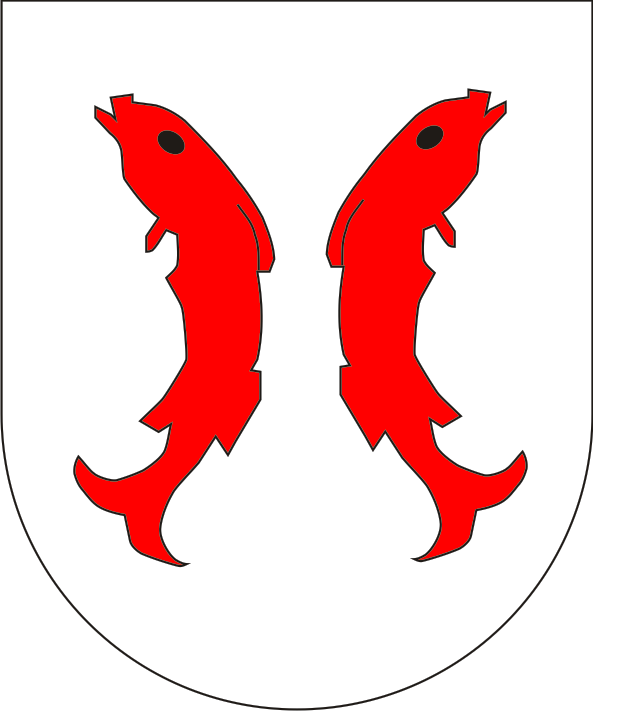
Erb rodu Salmů

rodové heslo: Proti proudu. – latinsky Contra torrentem
Salmové (Salm-Reifferscheidtové) jsou šlechtický rod původem ze středního Porýní, poprvé doloženým koncem 12. století. Příslušníci rodu jsou známi svým unikátním titulem „starohrabě“. V českých dějinách hrály významnou úlohu dvě větve - Salm-Reifferscheidt-Hainspach ze severočeského panství Lipová a Salm-Reifferscheidt-Raitz z moravských panství Rájec a Blansko.
V této epizodě byli představeni tito příslušníci rodu:
- Marie Alžběta Salm-Reifferscheidt-Raitz (1931–2022)
- Georg Salm-Reifferscheidt-Raitz (* 1958), syn Marie Alžběty
- Leopold Salm-Reifferscheidt-Raitz (* 1961), syn Marie Alžběty
- Hugo Christian Salm-Reifferscheidt (* 1973), 7. kníže ze Salm-Reifferscheidt-Raitze, synovec Marie Alžběty
- Alexander Jordan Salm-Reifferscheidt-Raitz, vnuk Marie Alžběty
- Viktor Salm-Reifferscheidt-Raitz, vnuk Marie Alžběty

Salmové vlastní nebo v minulosti vlastnili zámky: Lipová, Rájec nad Svitavou.

### 18. Bořek-Dohalští z Dohalic
(premiéra: 25. ledna 2023, ČT2)

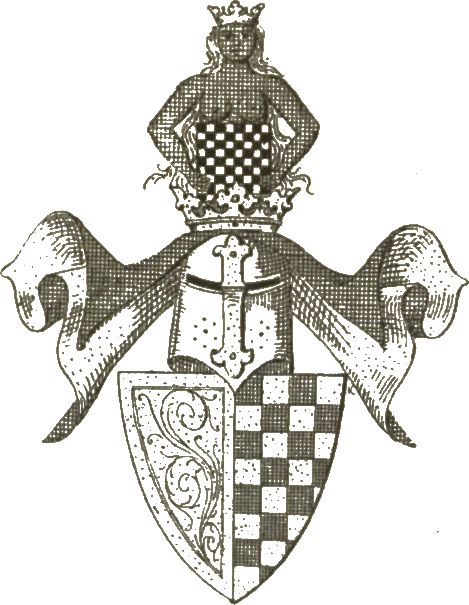
Erb rodu Bořek-Dohalských

V epizodě zmíněné rodové heslo: Čestně, mravně a svému stavu přiměřeně.
Dohalští z Dohalic (Bořek-Dohalští z Dohalic) jsou šlechtický rod původem z Čech. Tato vladycká rodina, později panská a hraběcí, patří k rodu Bořkovskému. První písemná zmínka pochází z roku 1395, ve které se vyskytuje Bořek z Dohalic, vesnice u Hradce Králové. Roku 1726 byl Václav Vratislav povýšen do panského stavu a roku 1729 do hraběcího stavu.
V této epizodě byli představeni tito příslušníci rodu:
- Marie Dohalská, rozená Zichová (* 1937), manželka Václava Bořek-Dohalského (1941–2004), sestra zpěváka Karla Zicha
- Václav Bořek-Dohalský jr. (* 1972), syn Václava Bořek-Dohalského, a jeho synové Vojtěch (* 2004) a František (* 2009)
- Antonín Bořek-Dohalský jr. (* 1973), syn Antonína Bořek-Dohalského (1944–2017), má dvě dcery Anastazii a Josefu
- Pavlína Šilhánková, rozená Bořek-Dohalská (* 1975), dcera Antonína Bořek-Dohalského

Bořek-Dohalští vlastní nebo v minulosti vlastnili tyto kulturní památky: Dohalice.

### 19. Valdštejnové
(premiéra: 1. února 2023, ČT2)

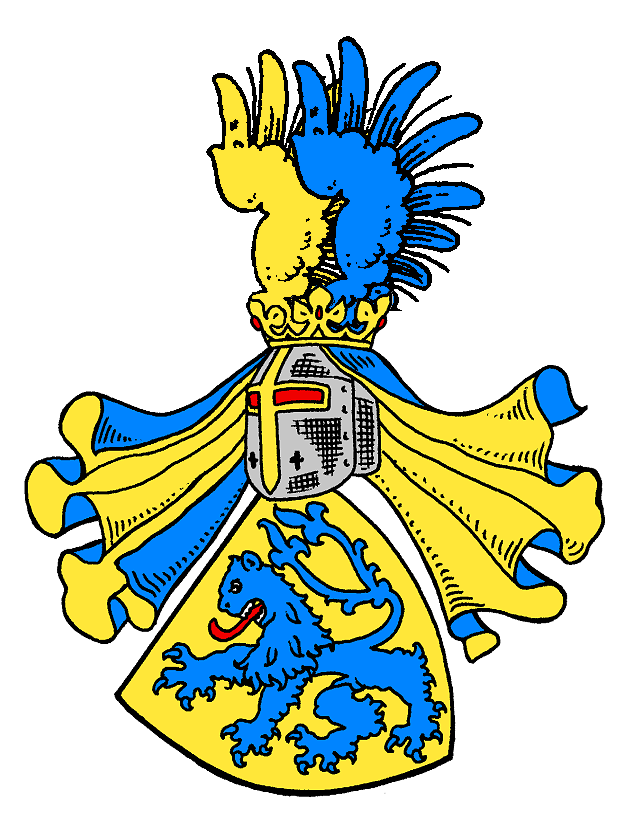
Erb pánů z Valdštejna v 13. století

rodové heslo: Navzdory závisti – latinsky Invita invidia!
Valdštejnové (Waldsteinové) jsou šlechtický rod původem z Čech. První zmínky pocházejí z let 1260–1280, kdy šlechtic Jaroslav z Hruštice založil hrad Valdštejn. Pocházel z bohaté a vlivné rodiny Markvarticů, kteří získali za službu Přemyslovcům rozsáhlá panství v severních Čechách. Jaroslavu z Hruštice byl později udělen predikát z Valdštejna. V roce 1628 byli povýšeni do hraběcího stavu a v polovině 18. století převzali jméno a erb příbuzného rodu Wartenbergů. Rod v 17. století proslavil vojevůdce Albrecht z Valdštejna. V současnosti žijí potomci dvou hlavních linií Valdštejnů – mnichovohradišťské a třebíčské.
V této epizodě byli představeni tito příslušníci rodu:
- Anna Maria Waldstein-Wartenberg (* 1928), třebíčská rodová větev
- Angelus Waldstein (1931–2023), římskokatolický duchovní a teolog, bývalý převor benediktinského opatství v Ettalu, bratr Arnošta, hraběte Waldstein-Wartenberg (1925–2019), mnichovohradišťská rodová větev
- Carl Albrecht Waldstein-Wartenberg (* 1958), syn Arnošta, hraběte Waldstein-Wartenberg
- Ferdinand Ernst Waldstein-Wartenberg (* 1987), syn Carla Albrechta
- Maximilian Waldstein-Wartenberg (* 1993), syn Carla Albrechta
- Heinrich Waldstein-Wartenberg (* 1990), syn Carla Albrechta
- Hermenegild Jireček (* 1939), svatoslavská rodová větev, syn Gabrielly Jirečkové, rozené Waldstein-Wartenbergové (1896–1974)

Valdštejnové vlastní nebo v minulosti vlastnili například tyto kulturní památky: Valdštejn, Mnichovo Hradiště, Duchcov, Valdštejnský palác v Praze nebo zámecký komplex Valdštejnsko.

### 20. Daczičtí z Heslowa
(premiéra: 8. února 2023, ČT2)
rodové heslo: nebylo určeno.

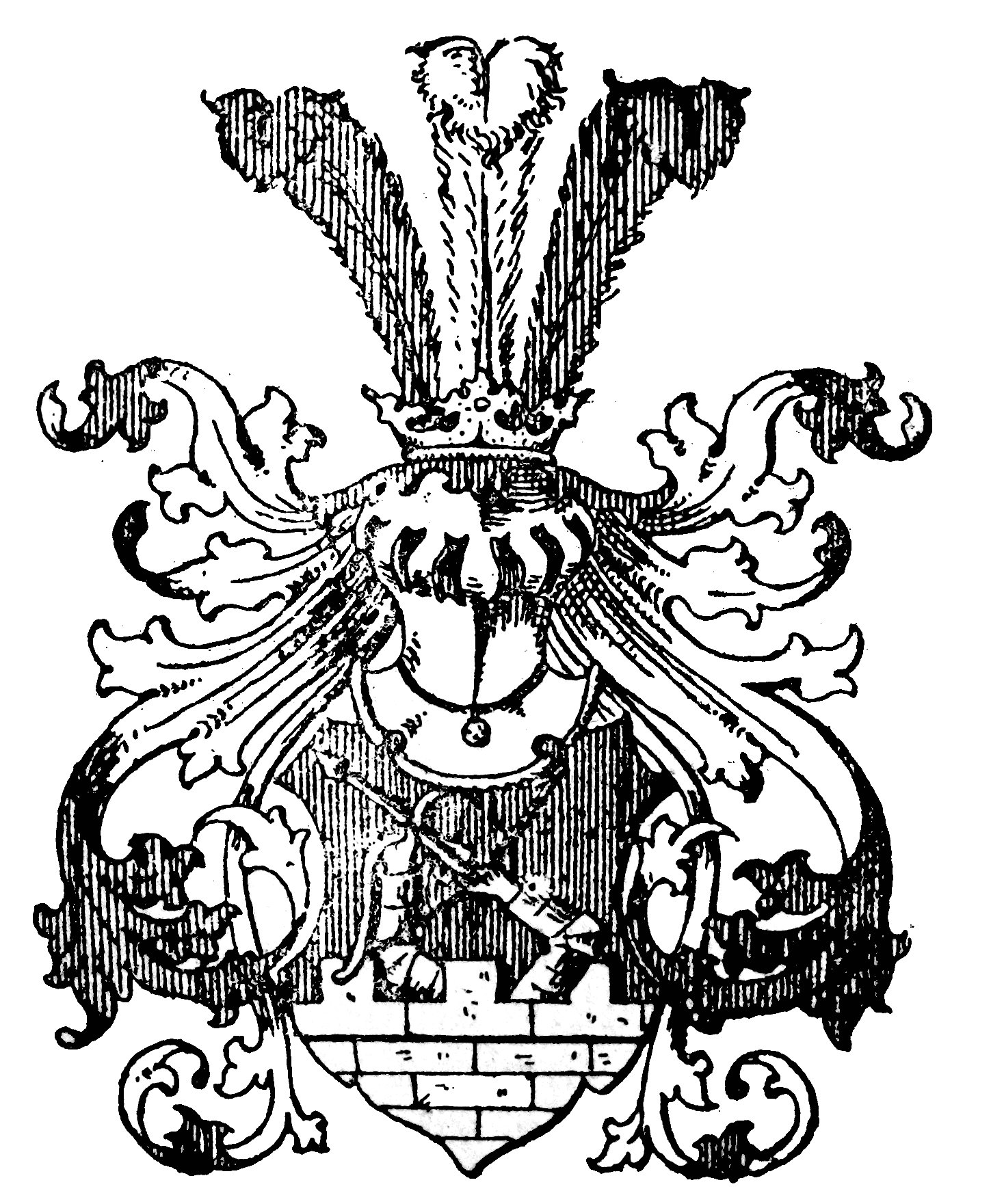
Erb pánů z Daczických z Heslowa

Dačičtí z Heslova (Dacziczky z Heszlowa) jsou původem český šlechtický rod. Roku 1564 udělil císař Ferdinand I. Habsburský právo nosit erb a predikát Dačický z Lorce zakladateli české větve Ondřejovi. Roku 1773 byli povýšeni do stavu rytířského a roku 1814 do stavu svobodných pánů. Nejznámějším příslušníkem rodu byl Mikuláš Dačický z Heslova.
V této epizodě byli představeni tito příslušníci rodu:
- Ondřej Daczický (* 1948), syn Mikuláše (1909–1971)
- Kateřina Ludmila Anna Daczická (* 1975), dcera Ondřeje, a její dcery Veronika Sofie (* 2010) a Tereza Sofie (* 2015)
- Jan Daczický (* 1974), synovec Ondřeje (přesněji syn Ondřejova bratrance), a jeho děti Mikuláš a Terezie

Daczičtí z Heslowa vlastní nebo v minulosti vlastnili například tyto nemovitosti: zámek Kluky, Lorec v Kutné Hoře.

### 21. Stránští ze Stránky
(premiéra: 15. února 2023, ČT2)
Stránští ze Stránky jsou starý šlechtický rod původem z Čech.
V této epizodě byli představeni tito příslušníci rodu (skutečná příbuznost s rytíři ze Stránky ale není prokázána):
- Martin Karel Stránský (* 1961), syn Jiřího Stránského (1931–2019)
- Marianna Kasalická Stránská (* 1986), dcera Martina Karla
- Jan Jakub Stránský, syn Martina Karla
- Klára Anna Formanová (* 1965), dcera Jiřího Stránského
- Petr Forman, manžel Kláry Anny, a jejich dcery Josefína Anna (* 1992), Emilie (* 1995) a Antonie Marie (* 1998)
- Karolína Anna Marie Stránská, dcera Petra Stránského, neteř Jiřího Stránského

### 22. Thurn-Taxisové
(premiéra: 22. února 2023, ČT2)

Rodový erb Thurn-Taxisů

rodové heslo Thurn-Taxisů: Vždy věrný.
rodové heslo pánů z Troskova: Vždy rovnou cestou za pravdou a právem.
Thurn-Taxisové jsou německý knížecí rod, který pochází ze severní Itálie. V 17. století získali členové české větve hraběcí titul a v roce 1681 byli povýšeni do knížecího stavu. Po princi Egonu Thurn-Taxisovi byl pojmenován slavný Taxisův příkop na dostihovém závodu Velká Pardubická.
V této epizodě byli představeni tito příslušníci rodu:
- Karl Ferdinand, princ Thurn-Taxis (* 1952)
- Jiří Troskov (* 1973), pra-pravnuk Rudolfa knížete z Thurn-Taxisu (1833–1904), který roku 1894 změnil jméno na svobodný pán z Troskowa
- Věra Dědková, rozená Troskovová (* 1964), sestra Jiřího, a její děti Štěpán a Markéta

Thurn-Taxisové vlastní nebo v minulosti vlastnili například tyto kulturní památky: Loučeň, Mcely, Biskupice u Jevíčka nebo Palác Thurn-Taxisů v Praze.

### 23. Strachwitzové
(premiéra: 1. března 2023, ČT2)

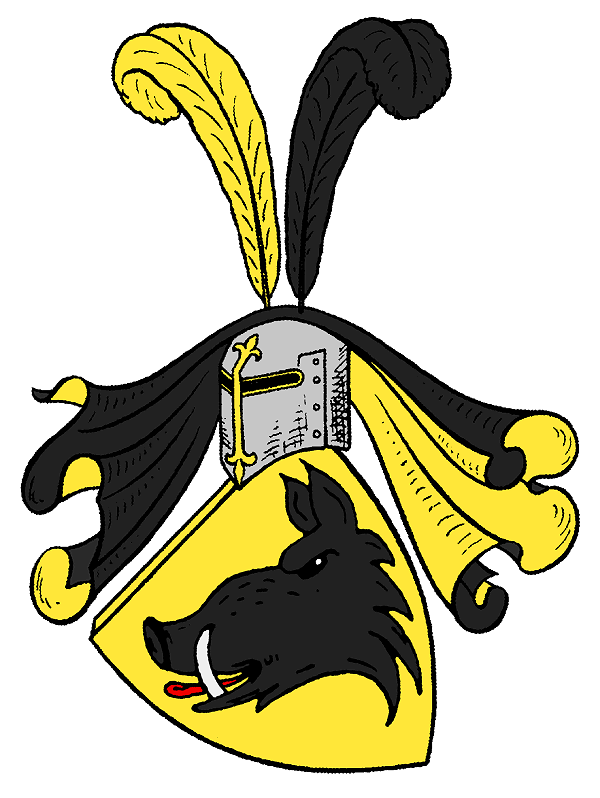
Rodový erb Strachwitzů, 13. století

Strachwitzové (Strachvicové) jsou starý šlechtický rod původem ze Slezska, doložený již v roce 1285. Roku 1630 získali stav svobodných pánů a roku 1798 hraběcí stav s titulem hrabě Strachwitz von Gross-Zauche und Camminetz. V 19. století se rod rozdělil do několika větví, z nichž jedna se usadila na Moravě.
V této epizodě byli představeni tito příslušníci rodu:
- František Arnošt Strachvic (* 1939), syn Huga Strachwitze
- Hugo Bedřich Strachvic (* 1971), syn Josefa Strachvice (1938–2008), bratra Františka Arnošta, a jeho děti Ute Marie a Albert Josef
- Dagmar Anna Strachvicová, dcera Josefa Strachvice
- Pavla Marie Brzybohatá (* 1959), dcera Karla Strachvice (1933–1998), bratra Františka Arnošta
- Ivana Anna Janyšová (* 1961), dcera Karla Strachvice
- Hana Jandová (* 1965), dcera Karla Strachvice

Strachwitzové vlastní nebo v minulosti vlastnili například tyto kulturní památky: Zdounky, Hošťálkovy nebo zámek Velké Kunětice.

### 24. Zejdlicové ze Šenfeldu
(premiéra: 8. března 2023, ČT2)

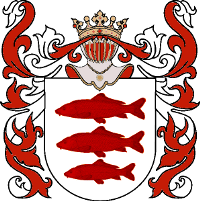
Rodový erb Zejdliců ze Šenfeldu

rodové heslo: Pospíchej pomalu. – latinsky Festina lente
Zejdlicové ze Šenfeldu jsou starý rytířský rod původem ze Slezska. Pravděpodobně mají společné předky s rodem Bechyňů z Lažan; oba rody užívali shodný erb se třemi rybami v odlišných barvách (zlaté ryby ve stříbrném poli). V Čechách jsou poprvé zaznamenání koncem 14. století.
V této epizodě byli představeni tito příslušníci rodu:
- Zdeněk Karel Schönfeld (* 1945)
- Eliška Adéla Schönfeldová, manželka Zdeňka Karla
- Robert Karel Schönfeld, syn Zdeňka Karla
- Lenka Marie Schönfeldová, manželka Roberta Karla
- Richard Bohumil Schönfeld, syn Roberta Karla
- William Karel Schönfeld, syn Roberta Karla

Zejdlicové ze Šenfeldu vlastní nebo v minulosti vlastnili například tyto kulturní památky: Polná.
Na základě rešerše, kterou provedl badatel JUDr. Ladislav Koláčkovský se svými spolupracovníky, bylo potvrzeno, že uvedené osoby, které se divákům České televize prezentovaly jakožto potomci šlechtického rodu Zejdliců ze Šenfeldu, jimi zcela prokazatelně nejsou. Jejich předci byli poddanými roudnického panství, jednalo se o rolníky a chalupníky, a nikdy neměli šlechtický titul.

### 25. Dobrzenští z Dobřenic
(premiéra: 15. března 2023, ČT2)

Rodový erb Dobrzenských z Dobřenic

Dobrzenští z Dobřenic jsou starý český vladycký rod, který pochází z Dobřenic u Hradce Králové. Poprvé jsou zmíněni ve 14. století. V 15. století se rozdělili na čtyři linie, z nichž některé zanikly. Roku 1906 byli povýšeni do hraběcího stavu.
V této epizodě byli představeni tito příslušníci rodu:
- Jan Josef IV. Dobrzenský (* 1946), syn Jana Maxmiliána Dobrzenského, 50. velmistr Řádu svatého Lazara
- Zdislava Dobrzenská (* 1947), sestra Jana Josefa
- Jan Václav Dobrzenský (* 1977), syn Jana Josefa
- Anna Clotilde Dobrzenská (* 1976), dcera Jana Josefa
- Leopoldina Dobrzenská (* 1982), dcera Jana Josefa
- Žofie Dobrzenská (* 1983), dcera Jana Josefa

Dobrzenští z Dobřenic vlastní nebo v minulosti vlastnili například tyto kulturní památky: Dobřenice, Chotěboř, Potštejn.

### 26. Habsburkové
(premiéra: 22. března 2023, ČT2)

Rodový erb Habsburků

Habsburkové byli panovnický rod, jehož někteří členové habsbursko-lotrinské větve vládli na území Čech a Moravy jako císařové Svaté říše římské a čeští králové. Původně švábský hraběcí rod, který pochází z území horního toku Rýna, vstoupil roku 1273 do nejvyšší evropské politiky. Císařský titul získal v polovině 15. století.
V této epizodě byli představeni tito příslušníci rodu:
- Karel Habsbursko-Lotrinský (* 1961), syn Otta von Habsburg (1912–2011), nejstaršího syna císaře Karla I.
- Gabriela Habsbursko-Lotrinská (* 1956), sestra Karla Habsbursko-Lotrinského
- Ferdinand Zvonimir Habsburg-Lothringen (* 1997), syn Karla Habsbursko-Lotrinského

Habsburkové vlastní nebo v minulosti vlastnili například tyto kulturní památky: zámek Brandýs nad Labem, letohrádek Hvězda, zámky Konopiště, Ploskovice, Kácov, Zákupy, Židlochovice a další.

## Recenze
- Mirka Spáčilová, iDNES.cz 24. ledna 2017  [11]
- ČSFD.cz říjen 2019  [12]

## Soundtrack
- Johann Sebastian Bach – První suita (BWV 1007), G dur, Suity pro sólové violoncello
- Johann Pachelbel – Canon in D (úprava Robert Haggett, David Treahearn, Classics Remade 2 – Atmospheric & Quirky: Classical Music Remixed, ℗ 2011 Cavendish Music Library)
- Antonio Vivaldi – Mandolin Concerto in C major, RV 425